# Wapen van Wassenaar

Wapen van Wassenaar

Het wapen van Wassenaar is op 24 juli 1816 bij Koninklijk Besluit aan de gemeente Wassenaar toegekend.

## Oorsprong
De naam Wassenaar komt voor het eerst voor in een oorkonde opgemaakt in Leuven op 3 november 1200 waarin graaf Dirk VII van Holland van hertog Hendrik I van Brabant het gebied rond Dordrecht in leen ontvangt. Deze oorkonde wordt medebezegeld en bezworen door Philippus de Wasnare als homines comitis of Philips van Wassenaer als des graven lude.
Het wapen van de gemeente is afgeleid van de tak Wassenaar van Obdam, zoals dat al in de veertiende eeuw werd gevoerd. De wassenaars zijn het oude geslachtswapen (in gewijzigde kleuren), de dwarsbalk is het wapen van Obdam.

## Blazoenering
De beschrijving van het wapen is als volgt: "Gevierendeeld; het eerste en vierde van lazuur, beladen met 3 halve liggende manen van zilver; het tweede en derde van keel beladen met een fasce van goud."
N.B.
- de heraldische kleuren in de schilden zijn: lazuur (blauw), zilver (wit), keel (rood) en goud (geel).
- de kroon met vijf bladeren wordt in de beschrijving niet vermeld.